# Od lepe Vide
Od lepe Vide je pesem Franceta Prešerna.
Pesem je prepesnitev ljudske pesmi Lepa Vida. Prešeren jo je objavil v tretjem zvezku Kranjske čbelice leta 1832, v izdajo svojih Poezij pa je ni uvrstil. Pesem tematsko in morfonološko spada v vrsto bogatih ter pomensko zanimivih uresničitev prastarega motiva o ugrabljeni ženi. Zapisana je v duhu romantike, kar se kaže tudi v glavni literarni junakinji. Med temeljne lastnosti romantike spada faustovsko neutešeno hrepenenje po novem, še nedoživetem. Za Prešernovo Lepo Vido se to hrepenenje preobrne v vir bolečine.
Prešeren si je motiv Lepe Vide sposodil pri ljudski baladi. V osnovni zgradbi pesmi gre za dva nasprotujoča si elementa. Po eni strani Vida doživlja strah pred tujino, po drugi strani pa ji tujina predstavlja deveto deželo, kjer je življenje gotovo boljše, kot v domači vasi. Ravno ta razdvojenost kaže na temeljni motiv ljudske pesmi. To je motiv hrepenenja, nezadoščenosti, večnega iskanja boljšega …
Vida je v prvih stihih upornica. Njen romantični upor pride do izraza v kršenju stoletja priznanih avtoritet. S tem potrjuje osebno samostojnost odločanja pri vprašanju lastne življenjske poti.
V nadaljevanju se poroči s starim možem zaradi prigovarjanja drugih in ne iz lastne volje. Torej Vida do moža ne čuti nekih globljih čustev. S tem je Prešeren začel razkrajati ljudsko baladno tragiko o zvesti ženi. Povezanost z domom namreč s tem izgublja etično upravičenost. Izpostavljen pa je nov problem, ki ga ljudska pesem ne pozna, problem žene in matere. Vida namreč s tem, ko odide od doma, zapusti svojega otroka. S tem prekrši človeško etično vrednoto, to je vzgoja in skrb za novorojenega sina.
V zamorčevih besedah in vabilu na španski dvor vidi Vida življenjsko radost, svetlobo. To je ravno v nasprotju z njeno notranjo mračnostjo, zato podleže mamljivosti tujega sveta. Španski dvor ji predstavlja neutešeno hrepenenje, ki se v življenju stalno vrača kot problem nikdar zadovoljenega človeškega srca. A na žalost Vida v novem okolju namesto pričakovane skladnosti doživi razkol. Kmalu spozna, da tisto, kar je bilo nekdaj njena slast, postane trpljenje. Zateče se k naravi (sonce, luna) in ta ji pove, da je njen sinek umrl. Krivda, ki jo Vida ob tem doživlja, preusmeri njeno življenjsko pot. S tem je čustvena napetost, ki se stopnjuje skozi celo pesem, na koncu najmočnejša.
Vida se je sicer za korak, ki ga nato zelo obžaluje, odločila sama. Vedeti pa moramo, da je na njeno odločitev močno vplival črn zamorec. Pojavil se je namreč ravno v pravem trenutku, ko so se Vidine muke zdele brezizhodne. Zamorec je torej tisti, ki odloča o usodnem obratu, ki ni v skladu z eksistencialnim in etičnim bistvom človeka.